# Tőzsér János

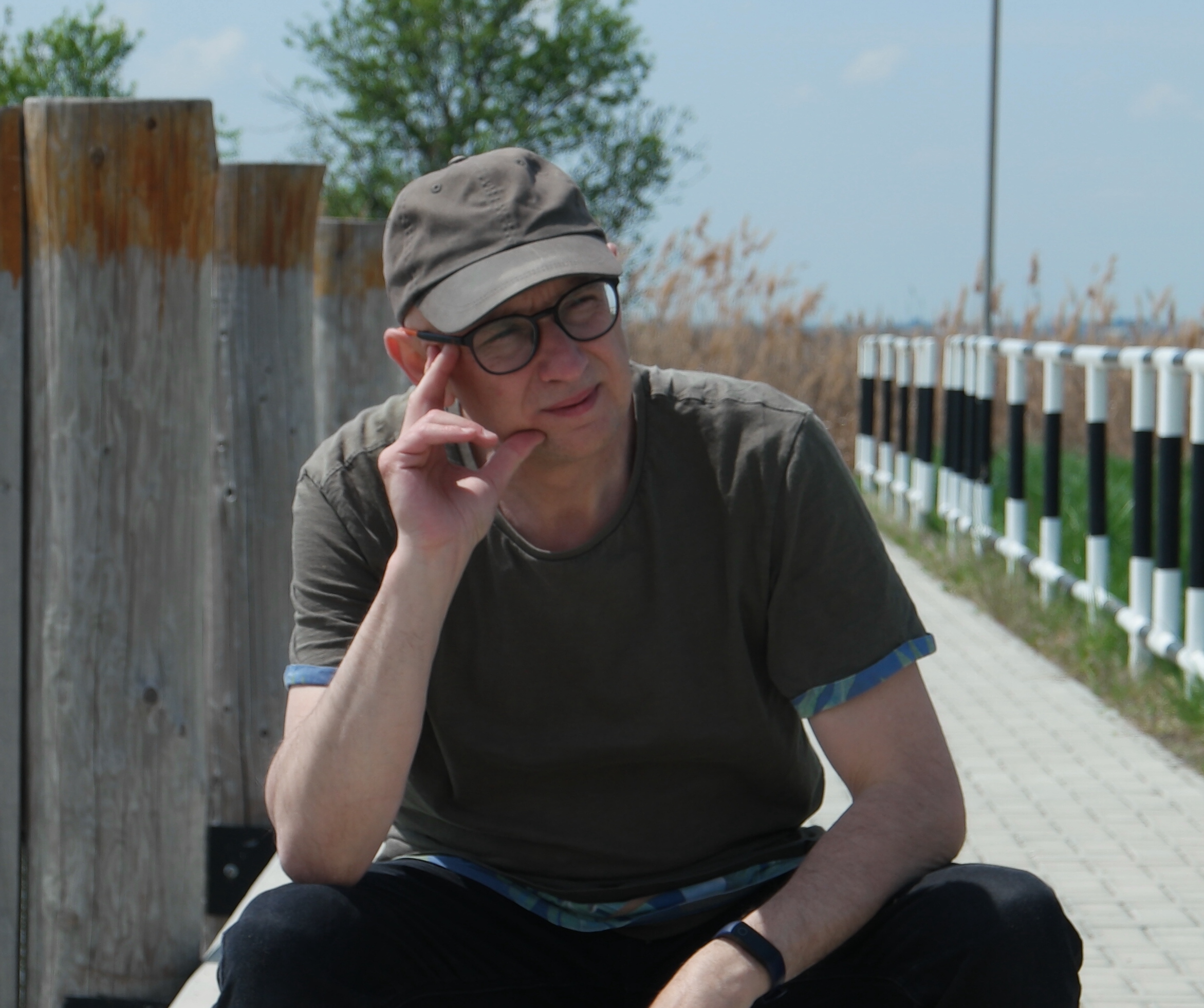

Tőzsér János (Budapest, 1970 –) magyar filozófus, a Bölcsészettudományi Kutatóközpont Filozófiai Intézetének tudományos tanácsadója.

## Életpálya
Középiskolába a Trefort Ágoston (Ságvári Endre) Gimnáziumban járt. Néhány év kihagyás után 1992-ben felvételizett filozófiai szakra. Egy évig a Miskolci Egyetem, majd 1993-tól az ELTE BTK Filozófia szakának volt hallgatója. 1999-ben diplomázott. Felvételt nyert az ELTE BTK Analitikus Filozófia Doktori Iskolájába. PhD-értekezését 2005-ben védte meg. 2014-ben habilitált. 2022-ben nyerte el az MTA doktora címet.
2001-től 2004-ig az MTA Filozófiai Intézetében dolgozott tudományos segédmunkatársként, 2004-től 2011-ig az MTA-ELTE Nyelvfilozófiai Kutatócsoportjában tudományos munkatársként, illetve főmunkatársként. 2011 és 2015 között a Kaposvári Egyetem Pedagógiai Karán volt docens. 2016-tól az Bölcsészettudományi Kutatóközpont Filozófiai Intézetének munkatársa.
Megbízott előadóként 2005 óta oktat az ELTE BTK Filozófiai Intézetében mind a BA/MA, mind a PhD-képzésben. Tanított továbbá a Bibó István Szakkollégiumban, az Eötvös József Collegiumban, az SZTE Filozófia Tanszékén, és az Erasmus Kollégiumban. Kurzusai témái: metafizika, ismeretelmélet, elmefilozófia, észlelés, metafilozófia, metaontológia, modális metafizika, bevezetés a filozófiába.
Pályája kezdetén elsősorban elmefilozófiai témákkal foglalkozott (észlelés; test-elme probléma; mentális fikcionalizmus; az intencionális és fenomenális tulajdonságok viszonya); később (a 2010 évek közepétől) érdeklődése hangsúlyosan metafilozófiai (a filozófiai megismerés természetére és annak határaira irányuló) kérdések felé fordult.
Munkái közül több heves vitát váltott ki a hazai filozófia közéletben. A "Mi az analitikus filozófia?" című (Eszes Boldizsárral írt) cikke nyomán bontakozott ki a 2000-es évek elején az ún. "analitikus vs. kontinentális filozófia" vita; a "Hihetünk-e komolyan és őszintén filozófiai elméletekben?" című tanulmánya, és Az igazság pillanatai című könyve nyomán pedig mind a mai napig tartó vita a filozófiai megismerés természetéről

## Könyvek
- The Failure of Philosophical Knowledge. Why Philosophers are not Entitled to their Beliefs, London, Bloomsbury Academic, 2023.
- Az igazság pillanatai. Esszé a filozófiai megismerés sikertelenségéről, Budapest, Kalligram Kiadó, 2018.
- Metafizika, Budapest, Akadémiai Kiadó, 2009.
- Játékok és nyelvjátékok, Budapest, Kávé Kiadó, 2001.

## Válogatott tanulmányok (angol nyelven)
- (Márton Miklóssal) “The Pragmatic Approach to Fictive Utterances and its Consequences for Mental Fictionalism,” in T. Demeter, T. Parent, and A. Toon (eds.) Mental Fictionalism: Philosophical Explorations, London, Routlegde, 2022, 199–213.
- (Bernáth Lászlóval) “The Biased Nature of Philosophical Beliefs in the Light of Peer Disagreement,” Metaphilosophy 52: 3–4 (2021), 363–378. (Letölthető innen)
- (Bernáth Lászlóval) “Rolling Back the Rollback Argument,” Teorema: International Journal of Philosophy 39: 2 (2020), 121–140.
- (Bernáth Lászlóval) “Epistemic Self-Esteem of Philosophers in the Face of Philosophical Disagreement,” Human Affairs 30: 3 (2020), 328–342.
- (Márton Miklóssal) “In Defence of Phenomenological Objection to Mental Fictionalism,” Organon F 27: 2 (2020), 169–186.
- (Márton Miklóssal) “Physicalism and the Privacy of Conscious Experience,” Journal of Cognition and Neuroethics 4: 1(2016), 73–88.
- (Márton Miklóssal) “Mental Fictionalism as an Undermotivated Theory,” The Monist 96: 4 (2013), 622–638.
- (Balogh Zsuzsannával) “Much Ado about Nothing: The Discarded Representations Revised,” in Zs. Kondor (ed.) Enacting Images: Representations Revised, Köln, Herbert von Halem Verlag, 2013, 47–66.
- (Bács Gáborral) “Works of Art from the Philosophically Innocent Point of View," Hungarian Philosophical Review 56: 4 (2012), 7–18.
- “Phenomenology and the Metaphysics of mind,” in N. D. Kruckova (ed.) Stavropolskij Almanach Rossijskogo Obsestvo Intellektualnoj Istorii, Stavropol: Severo-Kavkazkij Federalnij Universitet, 2012, 219–231.
- “The Mental Realism Reloaded,” Journal for General Philosophy of Science 40: 2 (2009), 337–40. (Letölthető innen)
- “The Phenomenological Argument for the Disjunctive Theory of Perception,” European Journal of Analytic Philosophy 5: 2 (2009), 53–66.
- “The Content of Perceptual Experience,” in Gabor Forrai and George Kampis (eds.) Intentionality: Past and Future, New York, Amsterdam, Rodopi, 2005, 91–109.

## Válogatott tanulmányok (magyar nyelven)
- “Két év távlatából,” in Bernáth László és Kocsis László (szerk.) Az igazság pillanatai? Metafilozófia válaszok a szkeptikus kihívásra, Budapest, Kalligram Kiadó, 2021, 421–461.
- (Gébert Judittal) “A feltétel nélküli alapjövedelem. Politikai filozófiai útmutató a társadalmi deliberációhoz”, BUKSZ 30: 2-4 (2018), 175–184.
- (Bernáth Lászlóval) “Szabad akarat és ágens-okozás”, Magyar Filozófiai Szemle 60: 2 (2016), 46–66.
- “Filozófiai nézetkülönbség és a filozófiai problémák természete,” Magyar Filozófiai Szemle 58: 4 (2014), 60–75.
- “A kései Wittgenstein a filozófiáról, a filozófiai problémákról és a nyelvről,” Általános nyelvészeti Tanulmányok 26 (2014), 133–150.
- “Hihetünk-e komolyan és őszintén filozófiai elméletekben?” Magyar Filozófiai Szemle 57: 1 (2013), 159–172.
- “Az önismeret határa,” Magyar Filozófiai Szemle 55: 1 (2011), 9–22.
- (Márton Miklóssal) “Privátság és materialista szubsztanciamonizmus”, Magyar Filozófiai Szemle 55: 4 (2011), 110–121.
- “Hogyan kapcsolódhat az elme fenomenológiájához az elme metafizikája?”, in Bács Gábor, Forrai Gábor, Molnár Gábor és Tőzsér János (szerk.) Perlekedő rokonok? Analitikus filozófia és fenomenológia, Budapest, 2011, L’Harmattan Kiadó, Budapest, 55–68.
- “Általános bevezetés: a test-lélek probléma,” in Ambrus Gergely, Demeter Tamás, Forrai Gábor és Tőzsér János (szerk.) Elmefilozófia. Szöveggyűjtemény, Budapest, L’Harmattan Kiadó, 2008, 9–85.
- (Eszes Boldizsárral) “Mi az analitikus filozófia?” Kellék 27/28 (2005), 45–71.
- “Milyen metafizikai problémát teremt a hallucinációk lehetősége?” Magyar Filozófiai Szemle 49: 3 (2005), 581–600.

## Válogatott diszkussziók (kritikák és válaszok)
- Diszkusszió a The Failure of Philosophical Knowledge című könyvől itt.
- További kritika itt. A válasz itt.
- Diszkusszió Az igazság pillanatai című könyvről itt.

## Válogatott videók
- “Az igazság vége?”, 2024.
- “Az élet értelme és a metafilozófia”, 2022.
- “Miben hisznek a filozófusok?”, 2021.
- “Az igazság pillanatai”, 2019.